# Януки
Януки — село Волколатскої сільради Докшицького району Вітебської області Білорусі. За офіційною легендою, батьківщина діда Віктора Януковича.

## Історія
До 1920 село Януки належало до Борисовського повіту. До 1924 року Борисовський повіт знаходився у складі Мінської губернії. У 1919-1920 роках повіт був окупований Польщею, належав до Мінського округу Східних Земель Польщі.
У 1920-39, після Ризького договору, Януки знаходилися на території Докшицької гміни у складі різних округів та воєводств Польської Республіки.
Після радянської окупації у вересні 1939 року та входження Західної Білорусі у склад БРСР, у грудні 1939 — січні 1940 був введений новий поділ, на райони та області. 15 січня 1940 було утворено Докшицький район Вілейської області.
В 1949 році януковців прилучили до колективізації. Село почало занепадати.

## Населення
- На початку ХХ століття 20 дворів, 135 жителів
- 1921 — 26 дворів, 136 жителів[2]
- 1931 — 29 дворів, 131 жителів[3]
- 2004 — 6 жителів
- 2007 — 5 жителів
- 2010 — 4 жителя

## Відомі люди
Звідси походить рід Януковичів. Тут жив дід четвертого Президента України Віктора Федоровича Януковича. Віктор Федорович двічі відвідував свою батьківщину у 2003 і 2006 роках..